# Xian de Yongning
Pour les articles homonymes, voir Yongning.
Le xian de Yongning (chinois simplifié : 永宁县 ; pinyin : yǒngníng xiàn) est un district administratif de la région autonome du Ningxia en Chine. Il est placé sous la juridiction de la ville-préfecture de Yinchuan.

## Démographie
La population du district était de 183 120 habitants en 1999.

## Patrimoine

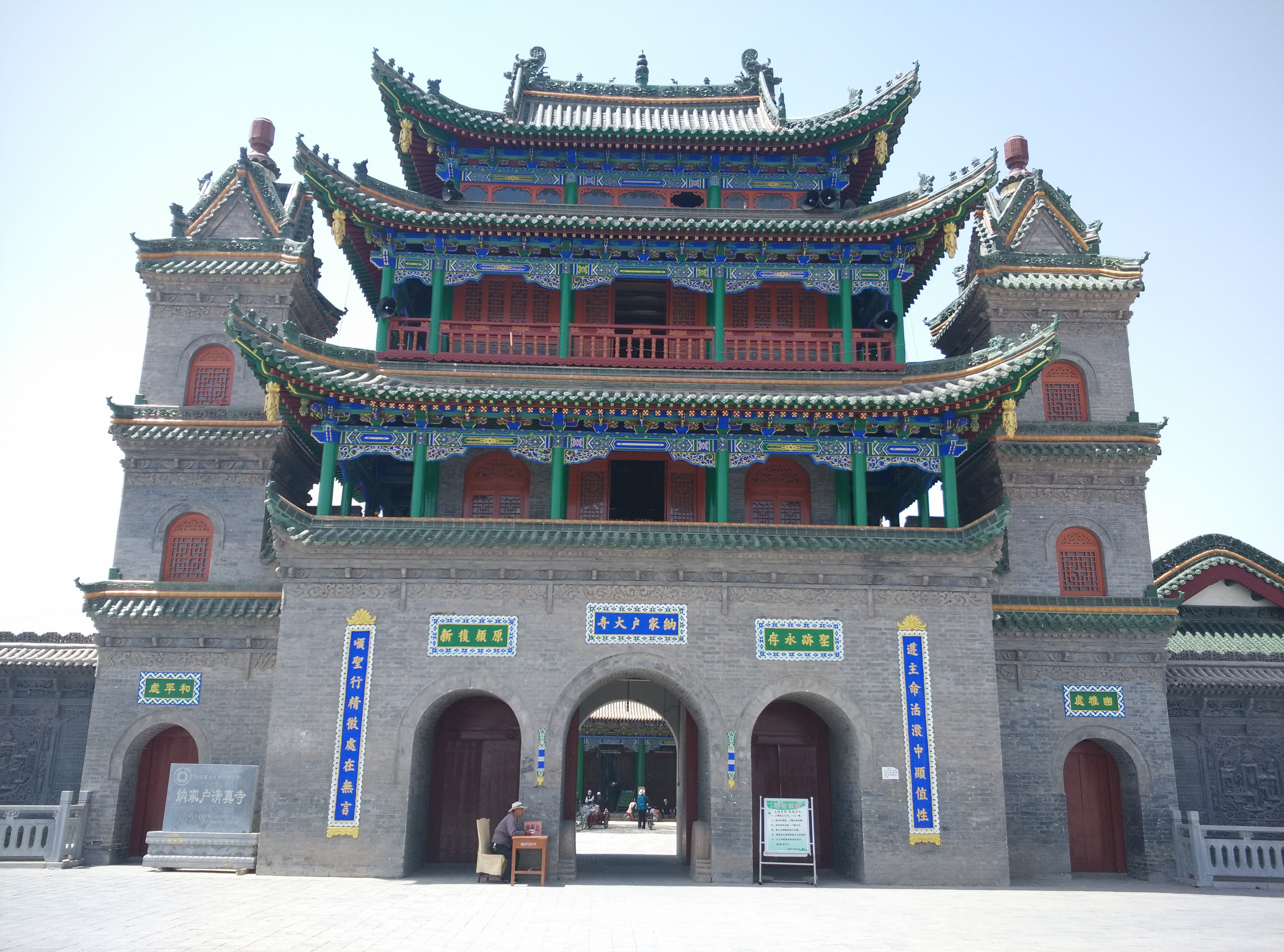
Mosquée Najiahu

- Mosquée Najiahu (纳家户清真寺)